# San Lorenzo de Ascesa ai Monti
San Lorenzo de Ascesa ai Monti, även benämnd San Lorenzuolo ai Monti, var en kyrkobyggnad i Rom, helgad åt den helige Laurentius. Kyrkan var belägen i rione Monti, vid dagens Via dei Fori Imperiali, där den gatan möter Via di San Pietro in Carcere. ”Ascesa” kommer av Scesa di Leone Proto, vilket var ett annat namn på den antika gatan Clivus Argentarius. Diminutivet ”Lorenzuolo” hänvisar till kyrkobyggnadens lilla skala.

## Kyrkans historia
Kyrkan nämns i ett dokument från mitten av 900-talet, upprättat av Leone protoscriniarius ("chefsnotarie"), sedermera påve med namnet Leo VIII.
Kyrkan omnämns i Catalogo di Cencio Camerario, en förteckning över Roms kyrkor sammanställd av Cencio Savelli år 1192 och bär där namnet sco. Laurentio de Proto. I en bulla promulgerad av påve Innocentius III 1199 nämns kyrkan som en filial till Santi Sergio e Bacco al Foro Romano, men den blev senare egen församlingskyrka.
År 1704 överläts kyrkan åt kongregationen Pii Operai Catechisti Rurali, som dock lämnade den 1732. Fasaden restaurerades 1840 i nyklassicistisk stil.

## Kyrkans interiör
I kyrkan vördades delar av den helige Laurentius aska, bevarad i en förgylld silverurna. Högaltaret hade en målning av Giovanni Alberti, föreställande De heliga Laurentius, Carlo Borromeo och Franciskus av Assisi. Interiören, som hade ett skepp, hade även två sidoaltaren.

## Rivning
Under 1920- och 1930-talen lät Mussolini frilägga Kejsarfora och anlägga Via dell'Impero, dagens Via dei Fori Imperiali. Detta föranledde, att kyrkan San Lorenzo de Ascesa ai Monti demolerades 1932.

## Bilder

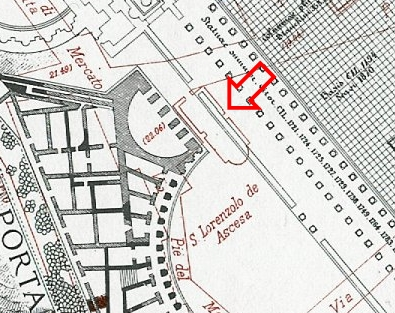
San Lorenzo de Ascesa ai Monti (vid den röda pilen) på Rodolfo Lancianis Rom-karta från 1893–1901.